# Краснокаменка (Северо-Казахстанская область)
Краснокаменка (каз. Краснокаменка) — село в Тайыншинском районе Северо-Казахстанской области Казахстана. Входит в состав Летовочного сельского округа. Находится примерно в 56 км к западу-юго-западу (WSW) от города Тайынша, административного центра района, на высоте 226 метров над уровнем моря. Код КАТО — 596061100.

## История
Село основано в 1936 году для спецпоселенцев из лиц немецкой и польской национальностей, высланных с Волыни.
До 2013 года село являлось административным центром упразднённого Краснокаменского сельского округа.

## Население
В 1999 году численность населения села составляла 952 человека (481 мужчина и 471 женщина). По данным переписи 2009 года, в селе проживало 488 человек (237 мужчин и 251 женщина).